# Café expresso

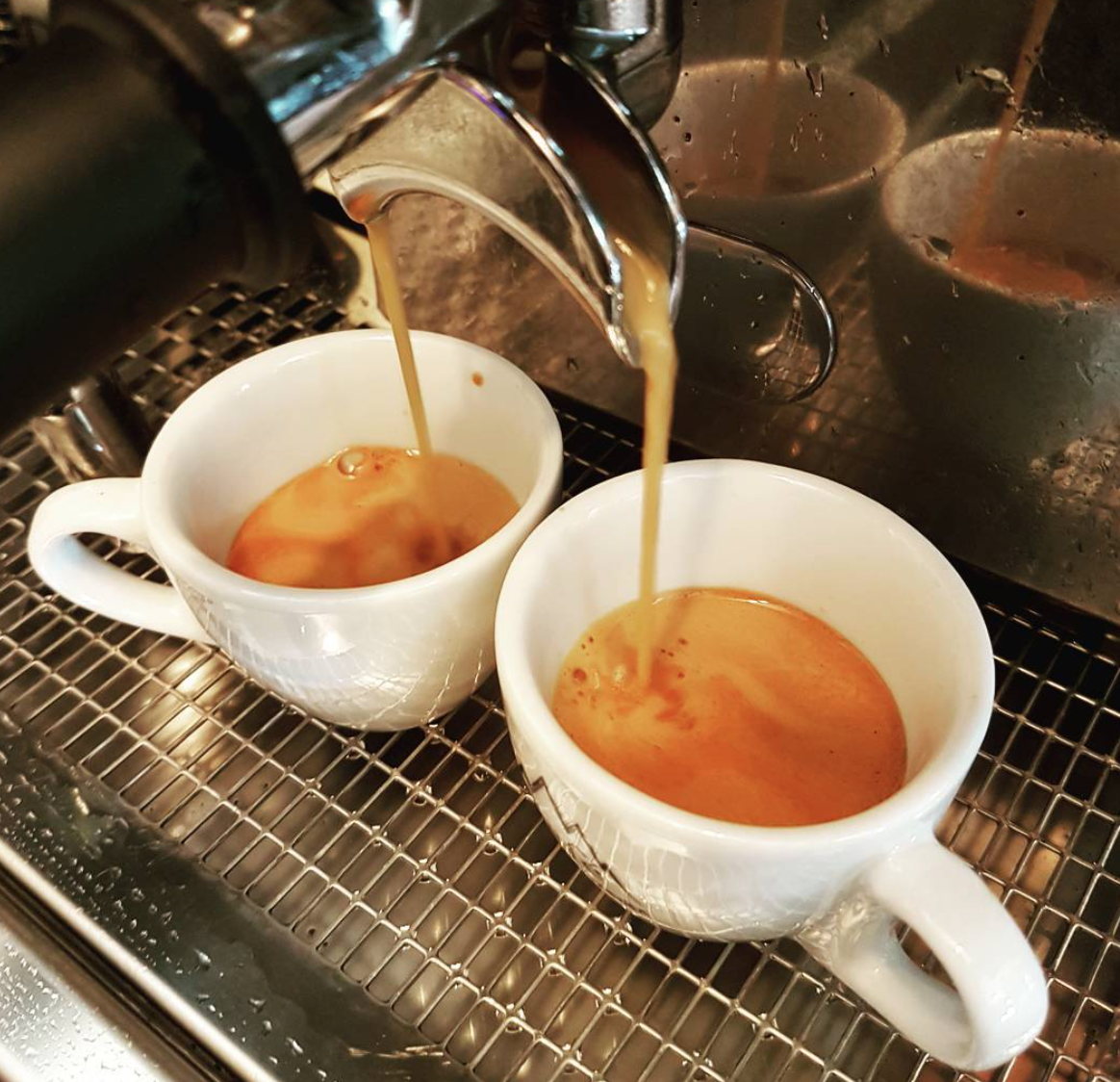
Dois expressos sendo extraídos.

Um café expresso (do italiano caffè espresso), frequentemente referido simplesmente como expresso (ou internacionalmente espresso), é um método de preparar café através da passagem de água quente, não fervente, sob alta pressão pelo café moído. O café expresso tradicional, em máquina industrial, é feito sob pressão de novecentos a mil quilopascals (nove a dez atmosferas ou bars), o que explica o termo espresso que aqui tem o sentido de espremer, ao contrário do que muitos pensam não tem originalmente o significado de rápido (a palavra expresso tem um sentido diferente do original espresso e este é apenas um desvio da tradução automática), portanto em uma tradução mais contextual o seu nome poderia ser café espremido e por isto muitos preferem manter o original em Italiano usando o termo espresso ou café espresso.
Uma definição mais qualitativa do café expresso inclui uma maior consistência que o café coado (conhecido como "café de saco" em Portugal), uma quantidade maior de sólidos dissolvidos por volume e sua medida geralmente realizada em doses (shots). O expresso é quimicamente complexo e volátil e muitos de seus componentes químicos se perdem por meio da oxidação ou perda de temperatura.
Um café expresso bem tirado possui três partes principais: coração, corpo e espuma — sua característica mais marcante: a espuma de cor semelhante ao caramelo-escuro que permanece sobre a superfície do expresso, composta por óleos vegetais, proteínas e açúcares.
Como resultado do processo de extração sob alta pressão, todos os sabores e substâncias numa xícara de café expresso estão concentrados. Algumas pessoas preferem uma dose (shot) de café em vez de uma xícara maior em que estes elementos estão mais diluídos. Também devido à sua concentração de componentes, o café expresso é muito utilizado como ingrediente em outras bebidas à base de café, como caffellatte e cappuccino.

## História
Foi criado e desenvolvido na Itália desde o início do século XX, mas até a década de 1940 era preparada sob pressão de vapor. Sua invenção é atribuída ao milanês Luigi Bezzera em 1901, mas o termo "expresso" (expresso) surgiu por volta de 1946 com a comercialização das máquinas do inventor Achille Gaggia e a popularização deste processo de extração do café.

## Variações
"Expresso" ou "espresso"? Embora comumente encontrada em diversos textos e panfletos promocionais, a palavra "espresso" grafada com "s" não existe na língua portuguesa — ela nada mais é que o italiano para expresso. A palavra "expresso", por sua vez, é originária do latim expressus, particípio passado de exprĭmĕre, que significa entre outras coisas "apertar com força, comprimir, espremer, tirar de, arrancar". Em português, esse verbo latino originou "exprimir", "espremer" e, por extensão de sua forma nominal, "expressar".
Pedir um café na Itália (un caffè), assim como em vários países da Europa, é entendido como pedir um espresso.
Em Portugal, quando se pede um café, é servido um café expresso, termo que, no entanto, não é usado correntemente. Em Lisboa, o termo tradicional para designar o expresso é "bica", referente ao tubo por onde sai o café dos antigos recipientes de café filtrado. Por outro lado, no Porto, era costume pedir um "cimbalino", como referência a La Cimbali, uma popular marca de máquinas de fazer expresso.

### Tipos de expressos
- Em Portugal:
  - Simples, Bica ou Cimbalino
  - Curto ou (à) italiana
  - Longo

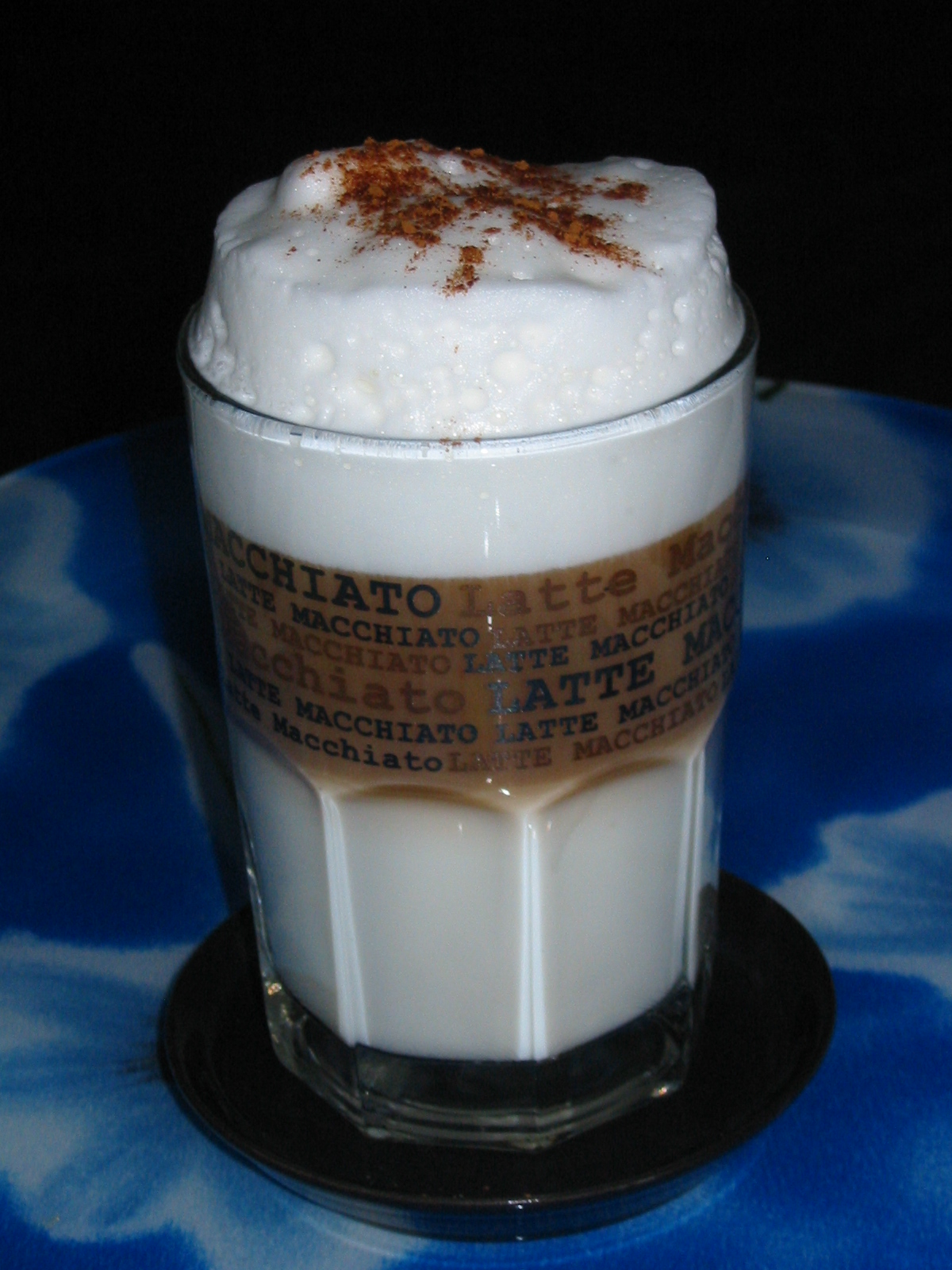
Um macchiato

  - Duplo, em que são fundidos dois cafés completos num só.
  - Abatanado[4]: um café único mais comprido do que o longo, servido numa chávena maior.
  - Pingado ou cortado
  - Com cheiro ou com cheirinho: com adição de aguardente (normalmente, bagaceira).
  - Galão[5]: café com espuma de leite, misturado na proporção cerca de 1/4 do café, 3/4 espuma de leite, servido num copo alto.
  - Garoto[6] ou pingo[7]: café com uma pequena quantidade de leite, o chamado "pingo", servido numa chávena pequena.
  - Meia-de-Leite[8]: um café misturado em partes iguais com leite, servido numa chávena grande.
- Na Itália:
  - Caffè espresso: o termo formal italiano. Na maioria dos países, apenas espresso. Corresponde a 30 mililitros de bebida extraídos em aproximadamente 25 segundos.
  - Ristretto (curto): com menos volume e água, consequentemente com um sabor mais puro e forte. O ristretto é preparado com a mesma quantidade de café que um espresso, mas a quantidade de água é reduzida pela metade. A bebida final apresenta cores que variam entre o chocolate amargo e tons terrosos, com a parte final da extração mais clara e com tons dourados. O sabor final também deve ter menos amargor que um café espresso.[9] 10 a 20 mililitros de bebida.
  - Lungo (longo): mais água (quase o dobro) passa pelo café moído, resultando em um sabor mais fraco. Volume de 40 mililitros. Em Portugal, diz-se simplesmente "café comprido" ou "cheio".
  - Doppio (duplo): dois shots de espresso numa xícara: aproximadamente, 60 mililitros.
  - Caffè macchiato (manchado): uma pequena quantidade de espuma de leite vaporizado sobre um espresso; ordem invertida no Starbucks e outras cafeterias para outros tipos de macchiatos, com espresso adicionado a uma grande quantidade de leite vaporizado.
  - Cappuccino: tradicionalmente, uma bebida com um terço de espresso, um terço de leite vaporizado e um terço de de espuma de leite vaporizado, mas, em alguns lugares do mundo, se acrescenta um pouco de pó de chocolate e/ou canela.
- Latte: abreviação de caffè latte, ou "café com leite". É uma bebida baseada no espresso com uma quantidade igual de leite vaporizado, com pouca ou nenhuma espuma de leite vaporizado.
- Flat White: bebida de café muito popular na Austrália e Nova Zelândia, feito com um terço de espresso e dois terços de leite vaporizado.
- Café cortado: espresso "cortado" com uma pequena quantidade de leite quente para reduzir a acidez.
- Mocha: um latte com chocolate.
- Affogato (afogado): servido sobre sorvete.

#### Expressos com água
- Americano: diluído com água quente, semelhante ao café coado (ou café de saco), geralmente fraco (maior proporção de água). O "abatanado" de Portugal é semelhante, mas mais forte.
- Long Black: espresso e água quente em partes iguais.
- Cafè Tobio: dois shots de espresso com uma quantidade igual de café "americano".
- "Café carioca" ou "carioca de café": variação popular no Brasil e em Portugal, respectivamente. Filtrado ou coado (muitas vezes, servido adoçado com açúcar ou adoçante), fraco (maior proporção de água). É o famoso "cafezinho" brasileiro. Segundo o costume portugues o "carioca" deve ter metade do café de um expresso (na prática, extraem-se directamente dois cariocas por cada dose de café). [carece de fontes?]

### Outros
- Corretto: com adição de licor.
- "Cubano": com adição de açúcar ao pó de espresso durante a extração.